# Georgetown-St. Peters
Pour les articles homonymes, voir Georgetown.
Circonscription électorale provinciale du Canada
Georgetown-St. Peters est une ancienne circonscription électorale provinciale de l'Île-du-Prince-Édouard (Canada). La circonscription est créée en 1996 à partir de la 3e Kings et des portions de la 5e Kings. Elle porte en fait le nom de Georgetown-Baldwin's Road jusqu'en 2007.

## Liste des députés
| Georgetown-St. Peters                                 | Georgetown-St. Peters | Georgetown-St. Peters     | Georgetown-St. Peters | Georgetown-St. Peters | Georgetown-St. Peters |
| Nom                                                   | Nom                   | Parti                     | Mandat                | Législature           |                       |
| ----------------------------------------------------- | --------------------- | ------------------------- | --------------------- | --------------------- | --------------------- |
| Pour la période 1873-1996, voir 3e Kings et 5e Kings. |                       |                           |                       |                       |                       |
|                                                       | Mike Currie           | Progressiste-conservateur | 1996 - 2000           | 60e                   |                       |
|                                                       | Mike Currie           | Progressiste-conservateur | 2000 - 2003           | 61e                   |                       |
|                                                       | Mike Currie           | Progressiste-conservateur | 2003 - 2007           | 62e                   |                       |
|                                                       | Mike Currie           | Progressiste-conservateur | 2007 - 2011           | 63e                   |                       |
|                                                       | Vacant                | Vacant                    | 2011                  | 63e                   |                       |
|                                                       | Steven Myers          | Progressiste-conservateur | 2011 - 2015           | 64e                   |                       |
|                                                       | Steven Myers          | Progressiste-conservateur | 2015 - 2019           | 65e                   |                       |

## Géographie
La circonscription comprend la ville de Georgetown et les villages de Cardigan et St. Peter's Bay.